# İkinci Udullu
İkinci Udullu è un comune dell'Azerbaigian situato nel distretto di Hacıqabul. Conta una popolazione di 1 295 abitanti.